# آنارکو-کمونیسم
آنارکو-کمونیسم (به انگلیسی: anarcho-communism) که از آن با عنوان‌های کمونیسم آنارشیستی، آنارشیسم کمونیستی، کمونیسم آزاد و کمونیسم آزادی‌خواه نیز یاد می‌شود، فلسفه‌ای سیاسی و یکی از مکاتب فکری آنارشیستی است که از برانداختن دولت، نظام سرمایه‌داری، کار مزدی و مالکیت خصوصی، ضمن احترام به دارایی شخصی، در کنار تملک جمعی کالا و خدمات، طرفداری می‌کند.
کمونیسم آنارشیستی از دل سوسیالیسم رادیکال پس از انقلاب فرانسه رشد کرد و بیرون آمد اما نخستین بار در بخش ایتالیایی انجمن بین‌المللی کارگران (انترناسیونال اول) صورت‌بندی شد.
از مهم‌ترین نظریه‌پردازان این مکتب می‌توان به کارلو کافیرو، اولین کسی که از تفکرات میخائیل باکونین جدا شد و آنارشیسم را با کمونیسم در هم آمیخت، پتر کروپوتکین، مهم‌ترین نظریه‌پرداز آن و اما گلدمن که این اندیشه را در ایالات متحده آمریکا بسط داد و آن را با فمینیسم مرتبط ساخت اشاره کرد.

### آرشیو نظریه‌پردازان آنارکو-کمونیست
- Alexander Berkman
- Luigi Galleani
- Emma Goldman
- Peter Kropotkin
- Ricardo Flores Magón
- Errico Malatesta
- Nestor Makhno
- Johann Most
- Wayne Price